# Linia kolejowa Krupá – Kolešovice
Linia kolejowa Krupá – Kolešovice (Linia kolejowa nr 125 (Czechy)) – jednotorowa, regionalna i niezelektryfikowana linia kolejowa w Czechach. Łączy stację Krupá i Kolešovice. Przebiega w całości przez terytorium kraju środkowoczeskiego.